# Gerhard Gahm
Pehr Gerhard Gahm, född 1761, död 28 juni 1826 i Stockholm, var en svensk ritmästare och akvarellist.
Han var son till kammarskrivaren och ritläraren Sigfrid Lorentz Persson Gahm och Margareta Katarina Boltenhagen. Gahm studerade konst för Per Floding och medverkade flitigt i Konstakademiens utställningar 1782-1806 med teckningar efter antiker och blomsterakvareller. Gahm är representerad vid Uppsala universitetsbibliotek med fyra porträtteckningar.